# شهادة البورد
إجازة من هيئة اختصاص أو شهادة البورد (بالإنجليزية: Board certification)‏ هي العملية التي من خلالها يصبح الطبيب أو غيره من أصحاب الشهادات والمهن قادراً على امتلاك المعارف والمهارات الأساسية من خلال الكتب العملية والتدريب العملي، أو من خلال الاختبارات القائمة على جهاز محاكاة.